# Südring (Düsseldorf)

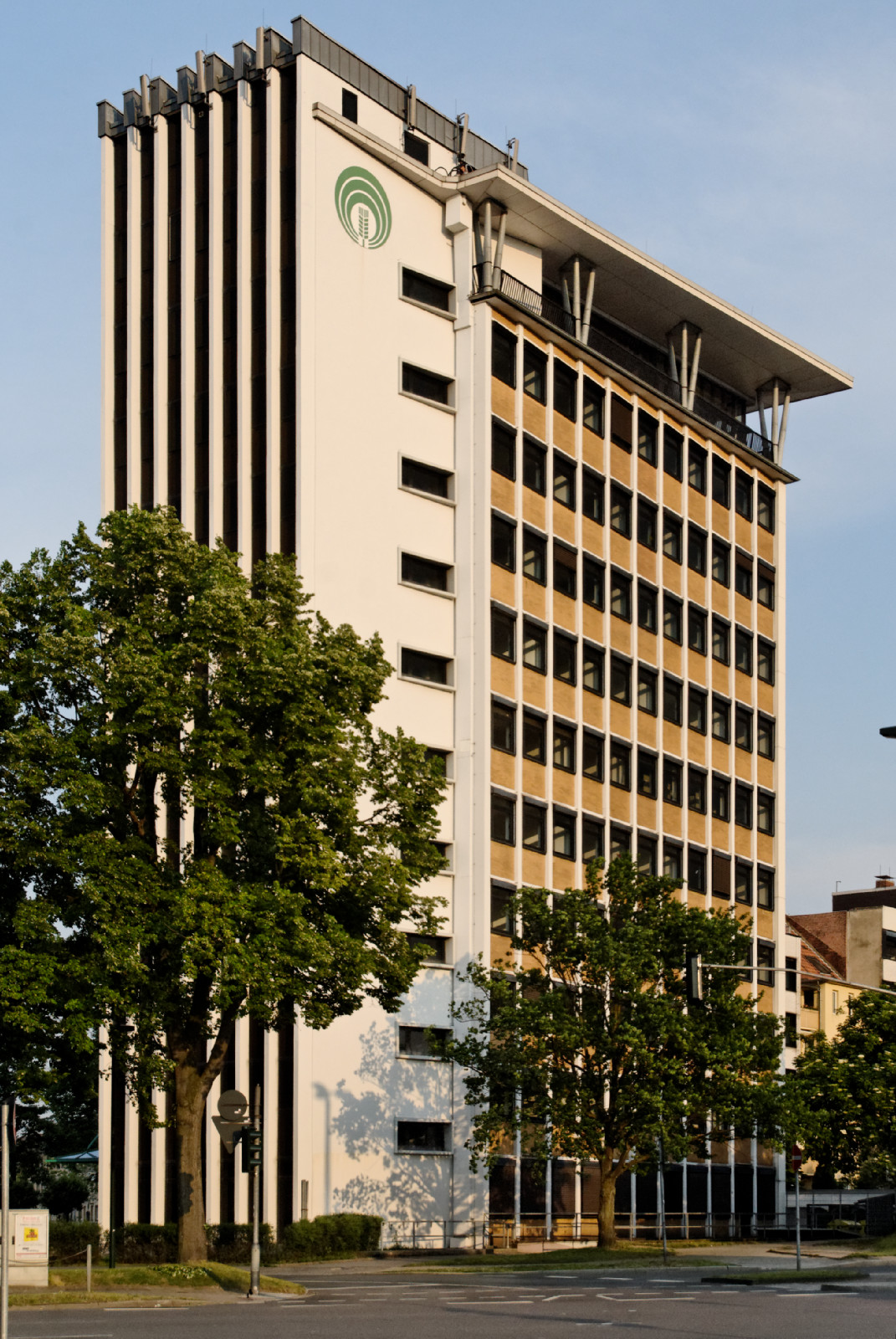
Gebäude Merowingerstraße 103, vom Südring aus gesehen

Der Südring ist eine Hauptverkehrsstraße der nordrhein-westfälischen Landeshauptstadt Düsseldorf und bildet zusammen mit den Weiterführungen Kopernikusstraße und Auf’m Hennekamp die Bundesstraße 326. Der Südring ist fast durchgehend sechsspurig und macht mit einer Länge von knapp über 2900 Metern (nur Durchgangsfahrbahn, ohne Ein- und Ausfädelungsstreifen) über 80 % der Gesamtlänge der B 326 auf Düsseldorfer Stadtgebiet aus.

## Name, Lage und Bedeutsamkeit
Die Straße ist nach ihrer Lage als Teil des Lastrings benannt, da sie den südlichen Teil von ihm bildet. Der Lastring ist die Bezeichnung für den Straßenring, welcher Großteile des zentrumsnahen Stadtgebietes umsäumt und aus der B 1 im Westen, der B 7 im Norden, der B 8 im Osten und der B 326 im Süden besteht. Mit seinem direkten Anschluss an die zwei stark befahrenen Autobahnen 57 und 46 dient er dem Individualverkehr als Zubringer und entlastet die südlichere Fleher Brücke der dort sechsspurigen Autobahn 46. Über den Südring verkehren täglich über 40.000 Fahrzeuge.
Der westliche Beginn des Südrings ist östlich der Josef-Kardinal-Frings-Brücke (B 1) in Höhe ihrer Überführung der Straße Hammer Deich. Von hier, bis zur Kreuzung mit der Hauptverkehrsachse Völklinger-Straße (B 1) am Südfriedhof, die zusammen mit ihrem weiteren Verlauf den westlichen Teil des Lastrings darstellt, ist sie noch als Teil der Bundesstraße 1 geführt. Danach ist der Ring bis zur Kreuzung mit der Merowingerstraße als B 326 deklariert. Die B 326 wird dahinter als Kopernikusstraße weitergeführt.

## Ausbau und Gestaltung
Westlich beginnt der Südring mit der Anschlussstelle Neuss-Hafen vom sechsspurigen Autobahnabschnitt der A 57 und A 46 zwischen dem Kreuz Neuss-West und dem Dreieck Neuss-Süd und wird zunächst als vierspurige Kraftfahrstraße B 1 geführt. In Höhe des Rheinpark-Center macht die Strecke eine 90-Grad-Kurve und verläuft nun von Westen nach Osten. Vor der Kurve kann die Anschlussstelle Neuss-Hafen zum Erreichen der Neusser Innenstadt, der L 137 sowie des Hafens genutzt werden. An dieser Stelle kommt eine Straßenbahnlinie hinzu, die im weiteren Verlauf zwischen den beiden Fahrtrichtungen eine eigene Fahrspur hat. Hinter der Kurve wird mit der Josef-Kardinal-Frings-Brücke der Rhein überquert, es sind 80 km/h erlaubt.
Den Beginn des Südrings begleiten Reihen aus großen, alten Ahornbäumen. Kurz vor Höhe des Südfriedhofs steht die Ortstafel, welche 60 km/h gestattet. Es kommen zwei neue Fahrstreifen hinzu, die später links in die Völklinger Straße abbiegen. Zeitgleich geht der linke Fahrstreifen der Gegenrichtung in den Mittleren über.
Kurz darauf befindet sich die große Kreuzung des Südrings mit der Völklinger Straße. Die Völklinger Straße (B 1) geht hierbei in den Südring über. Aus der B 1 kann rechts in den Südring Richtung Neuss gebogen werden, um der B 1 zu folgen, oder dreispurig links in den Südring (der ab hier Bundesstraße 326 ist) Richtung Düsseldorf stadteinwärts. Mit den Linksabbiegern aus der B 1 in die B 326 entsteht ein dritter Fahrstreifen. Die Straßenbahnlinie folgt der B 1 und biegt links in die Völklinger Straße ab, wo sie weiterhin über eine eigene Spur verfügt.

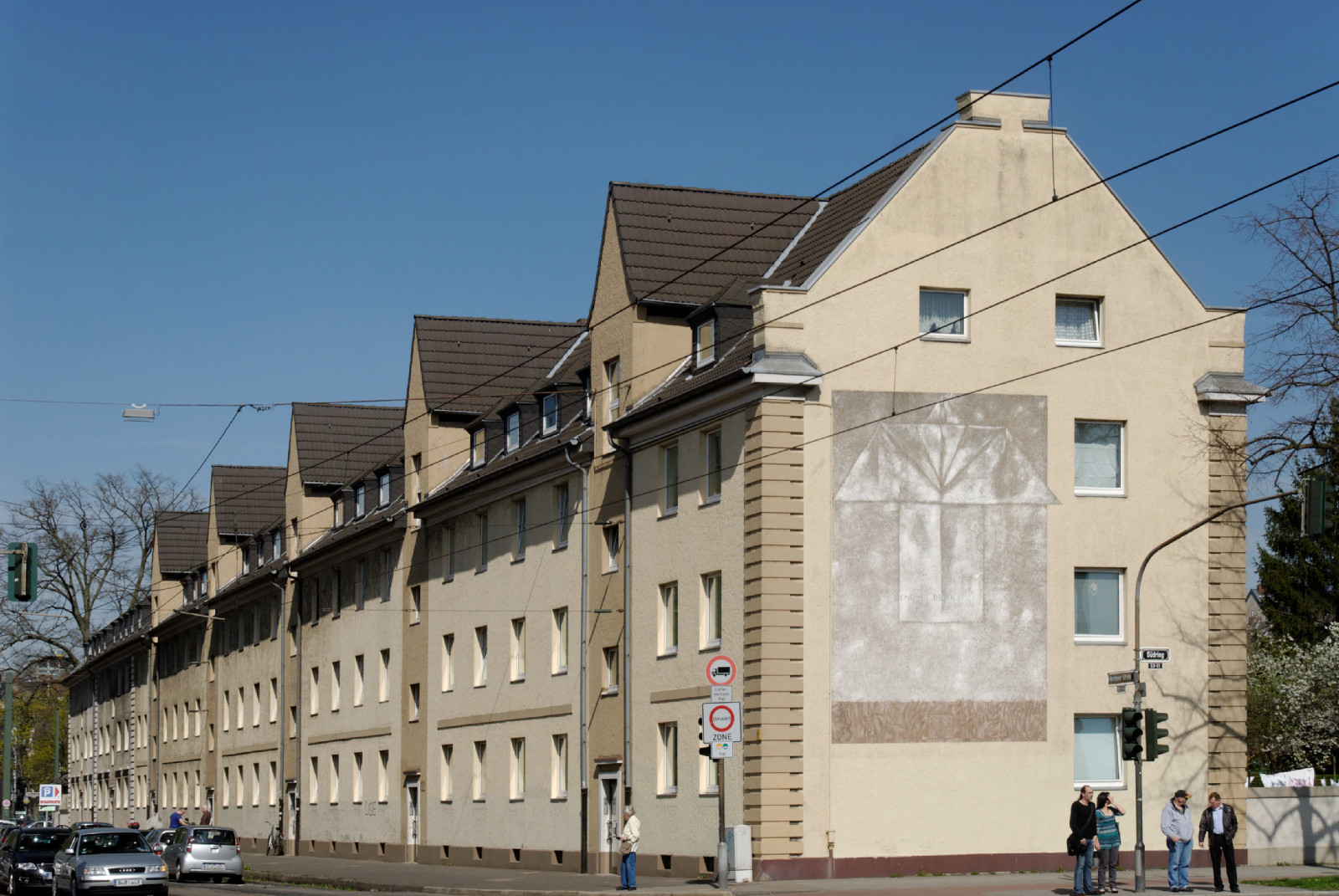
Mehrfamilienhäuser an der Aachener Straße, vom Südring aus gesehen

Der Südring ist ab hier durchgehend mindestens sechsspurig angelegt. Die etwa drei Fahrstreifen breite durchgehende Mittelinsel zwischen den Richtungsfahrbahnen ist begrünt und mit Ebereschen versehen. Er kreuzt zunächst Volmerswerther Straße, die Fleher Straße, die Aachener Straße und nimmt dort in einem knapp 350 Meter langen Kreuzungsbereich den Verkehr der in ihr mündenden Stadtautobahn Münchener Straße (L 293) auf beziehungsweise gibt diesen ab.
Kurz dahinter kreuzt sich die B 326 mit der Merowingerstraße, die ihrerseits als Hauptverkehrsachse in die Innenstadt fungiert. Die B 326 wird als Kopernikusstraße weitergeführt und kreuzt sich mit Himmelgeister Straße, hinter der die Straße erneut die Bezeichnung zu Auf’m Hennekamp wechselt und sich mit der Witzelstraße kreuzt. Die B 326 endet kurz danach an der Kreuzung mit der Mecumstraße (L 52 im nördlichen Teil und B 8 im südlichen Teil) und wird als Auf’m Hennekamp (B 8) weitergeführt.